# 日本自動車連盟
一般社団法人日本自動車連盟（にほんじどうしゃれんめい、英: JAPAN AUTOMOBILE FEDERATION'、略称： JAF）は、自動車に関する様々な業務を取り扱うほか、オーナードライバーの権益を保護する目的で設立された一般社団法人である。略称は「JAF」（ジャフ）であるが、1980年代までは自他ともにジェイエイエフ（ジェフ）と呼ばれていた。2022年3月末の時点で会員数は約2,000万人。日本において国際自動車連盟（FIA）に加盟している唯一の団体である。

## 事業
主に日本国内における国際自動車連盟（FIA）およびアメリカ自動車協会(AAA)の傘下としての活動を行っている。
FIA傘下としての主な事業としては、自動車の安全確保（いわゆるロードサービス、レッカー屋）と四輪モータースポーツ統括団体（Authority Sport Nationale、通称：ASN）として、スーパーフォーミュラ（旧：フォーミュラ・ニッポン）など日本で行われる様々なモータースポーツイベントの公認を行っている（ただし、SUPER GTはFIA直轄のシリーズである）。従来、ドリフト競技は管轄対象外だったが、2013年から公認を開始しており、ドリフトマッスルなど既存のドリフト競技シリーズの一部が、JAF管轄下に入っている。
日本では「自動車の安全確保」と「四輪モータースポーツの総括」を一つの団体（JAF）が行っているが、海外では別の団体であることが多い。
AAA傘下の主な活動としては、買い物や施設への入場料金の優待サービスを行っている。世界のAAA傘下の団体が提供する「Show Your Card」サービスが受けられる。
FIAやAAA以外のJAF独自の商品割引サービスなども行われている。
また、国際ナンバーの発行代行のほか、外免切替（外国自動車運転免許証を日本の運転免許証へ書き替え）に必要となる外国語の翻訳文書については日本で唯一、その法的効力を認められている機関である。
会員向けのサービスの他、交通安全や地球環境保全問題の啓発活動や、自動車税制改正の要望活動にも取り組んでいる。
一時、2010年からドクターヘリ事業への参入を検討していると報じられたが、最終的に自身での事業参入は断念した。その代わりに、既存のドクターヘリ運営団体（救急ヘリ病院ネットワーク）へ支援金を拠出している。

## 組織
2014年6月20日現在、役員数は27人、うち常勤は8人である（常勤の代表理事は、警察庁および国土交通省出身）
組織は、総会・理事会などの下に本部（所在地：東京都）がある。その直下に8つの地方本部（北海道、東北、関東、中部、関西、中国、四国、九州）があり、さらにその直下の各都道府県別の52支部（46都府県＋北海道6支部）で構成されている。
指令室は集約化され、各地方本部に設けられている。ロードサービスについては指令室が電話受付をし、地域ごとの移動局に配車をしている（例えば、新潟県内でのロードサービス依頼の電話は関東指令室〈東京都〉へ転送され受付し、配車される）。各支部ごとに地域基地があるが、直営の基地で対応できない地域では、JAF委託の整備工場やレッカー業者が、ロードサービスをおこなっている。
ロードサービスの詳細は、#ロードサービスも参照。
ロードサービス特別支援隊は、全国の隊員から選抜され、災害時の特殊な場面における、救援活動の訓練を重ねている。東日本大震災に際しても、2011年3月18日から活動を実施し、同年6月17日までに、4,554台の自動車を移動している。

## 会員制度
「自動車の安全確保」の業務に関しては誰でも一般料金で利用が可能である。「四輪モータースポーツの総括」および「Show Your Card」の利用などは会員に入る必要がある。
会員は、個人会員（年会費4000円）、家族会員（年会費2000円、5人まで登録可能）、法人会員（年会費1台2000円、法人特定会費2000円別途必要）などの種別がある。なお、事前入会が必須であり、非会員がロードサービス依頼をした場合、現場での入会は可能だが、その時のみ入会金・年会費とは別に一般料金がかかることに注意が必要。
また、会員証は本人のみ有効であり、会員本人（個人・家族）がその車輛を運転・もしくは同乗していた時に限り利用可能だが、法人会員の場合は車輛ごとの登録のため、会員証に刻印された登録車輛（ナンバープレート）であれば利用可能である。
会員になると主なロードサービスが無料になる。ただし、部品料（燃料代、バッテリー代、4ストロークエンジンオイル代、ブレーキ・クラッチオイル代、ラジエーターリークストップ液代等）や、15 km以上の牽引、特殊作業、有料道進入（一部除く）の際の交通費、有料駐車場の駐車場料金等の一部は有料になる。また、4輪モータースポーツライセンス（下は国内B級から、F1に必要な最上級のスーパー級まで）の取得は、日本国内ではJAF個人会員のみ可能。つまり日本のF1ドライバーは、全員がJAFの会員である。
2019年3月末現在のJAF会員数は、1948万7千人（公称）である。
会員には、JAF監修の『JAF Mate』という機関誌が年4回（4月・7月・10月・1月）郵送される。公称1154万部（2009年12月現在）とされ、発行元のジェ・エー・エフ・メイト社は、国内で発行される月刊誌としては発行部数が最多であると表明している。なお、競技者ライセンス保有者には、機関誌「JAFスポーツ」が年4回郵送される。
個人会員になると、モータスポーツの入門ライセンスである国内B級ライセンスを講習会を受けることで、取得することができる。
1963年（昭和37年）の創立時から現在まで使用されているJAFマークは、創立当時にJAF の理事を務めていた、日本美術家連盟理事長の益田義信がデザインを手掛けたもの。文字の形はフランスの 「アモーレット」 という書体を組み合わせ、オリジナリティがありながら格調の高さを感じさせるマークを完成させた。色については、制作当初から白とブルーと決めていたとのことで、全9種の試作のうち5枚をJAFに持参し、最終決定されたものが、益田の一番のお気に入りのデザインだったというエピソードが残されている。創立から60年、今でもJAFを象徴するアイキャッチとして親しまれているJAFマークは、 「永年会員」 に無料で贈呈しているステッカーや節目を迎えるごとに制作される記念カーバッジなどに使用され、JAFの認知度向上に貢献し続けている。

### ロードサービス
故障救援（ロードサービス）の主な内容は、事故や故障のため自走不可能となった自動車のけん引、キー閉じ込み、バッテリー上がり、落輪、落ち込み、スリップ、パンク、燃料切れなどで、年間およそ300万件の出動実績がある。また、2005年4月から二輪自動車のロードサービスを開始した。また、提携している保険会社の任意保険の加入者は任意保険のロードサービスの業者にJAFを呼ぶことができ、部品代の一部保険会社負担や無料牽引距離の延長などが受けられる。
無料での牽引距離は、従来は5 kmだったが2008年12月より15 kmに変更された。なお、サービス依頼の回数に制限はない。また、1週間先までのロードサービスの日時予約も可能。
2010年4月から、事業用自動車（法人名義のタクシーや貨物車）と、車両重量3001 kg以上の車両に、鍵開け、ガス欠のみの出動を開始した。あくまでも「ロードサービス」は応急的な対処になるため、車輛の一部を分解しての作業などは原則できない。
レッカー車と車載車のサービスカーは緊急自動車の許可を取得している（下記写真参照。赤色警光灯を装備している）。

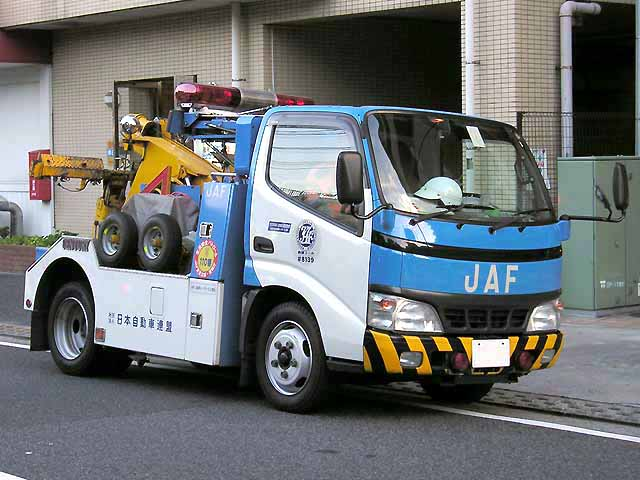
主力となっている、レッカータイプのロードサービスカー
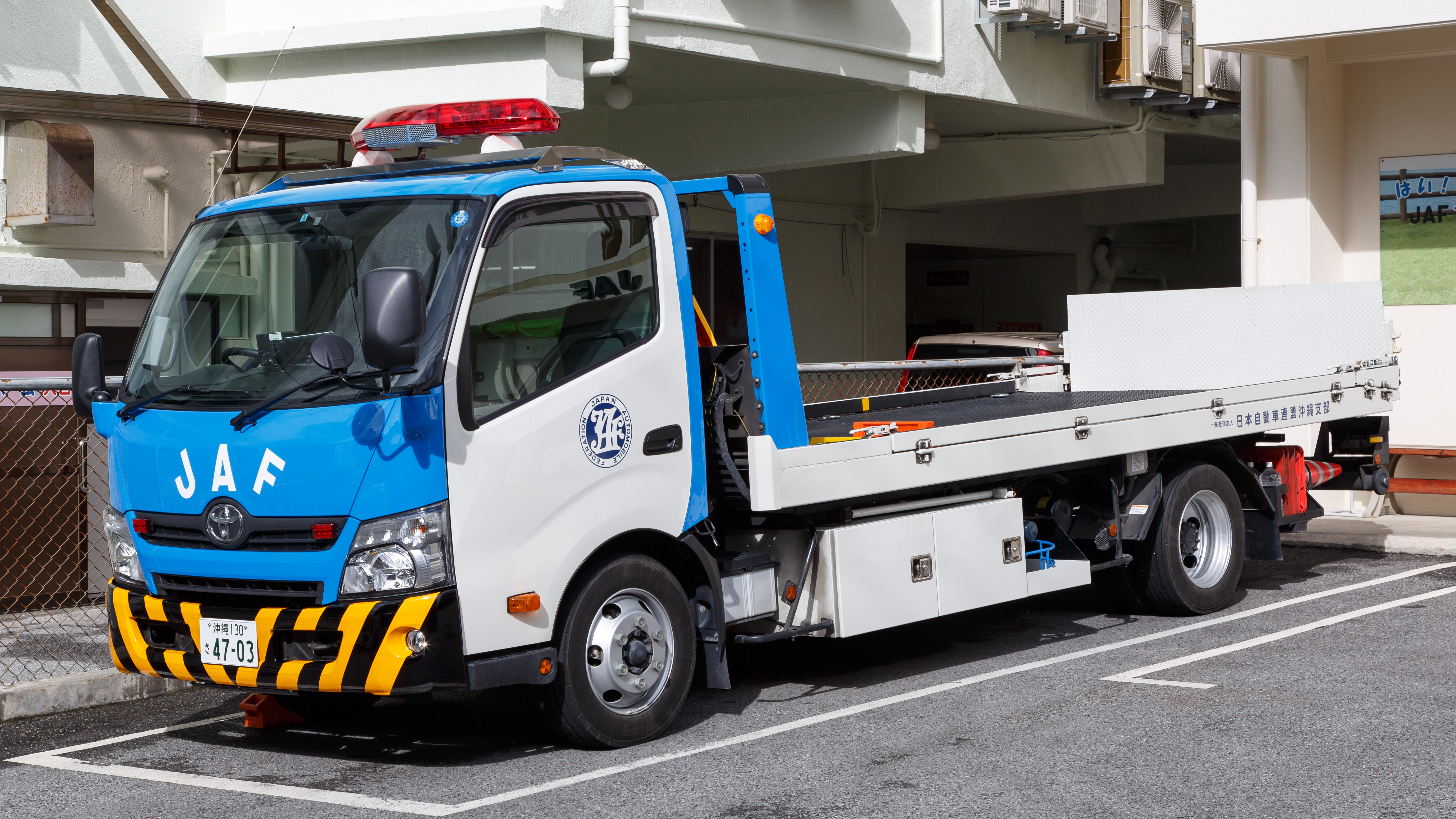
車積載タイプのロードサービスカー
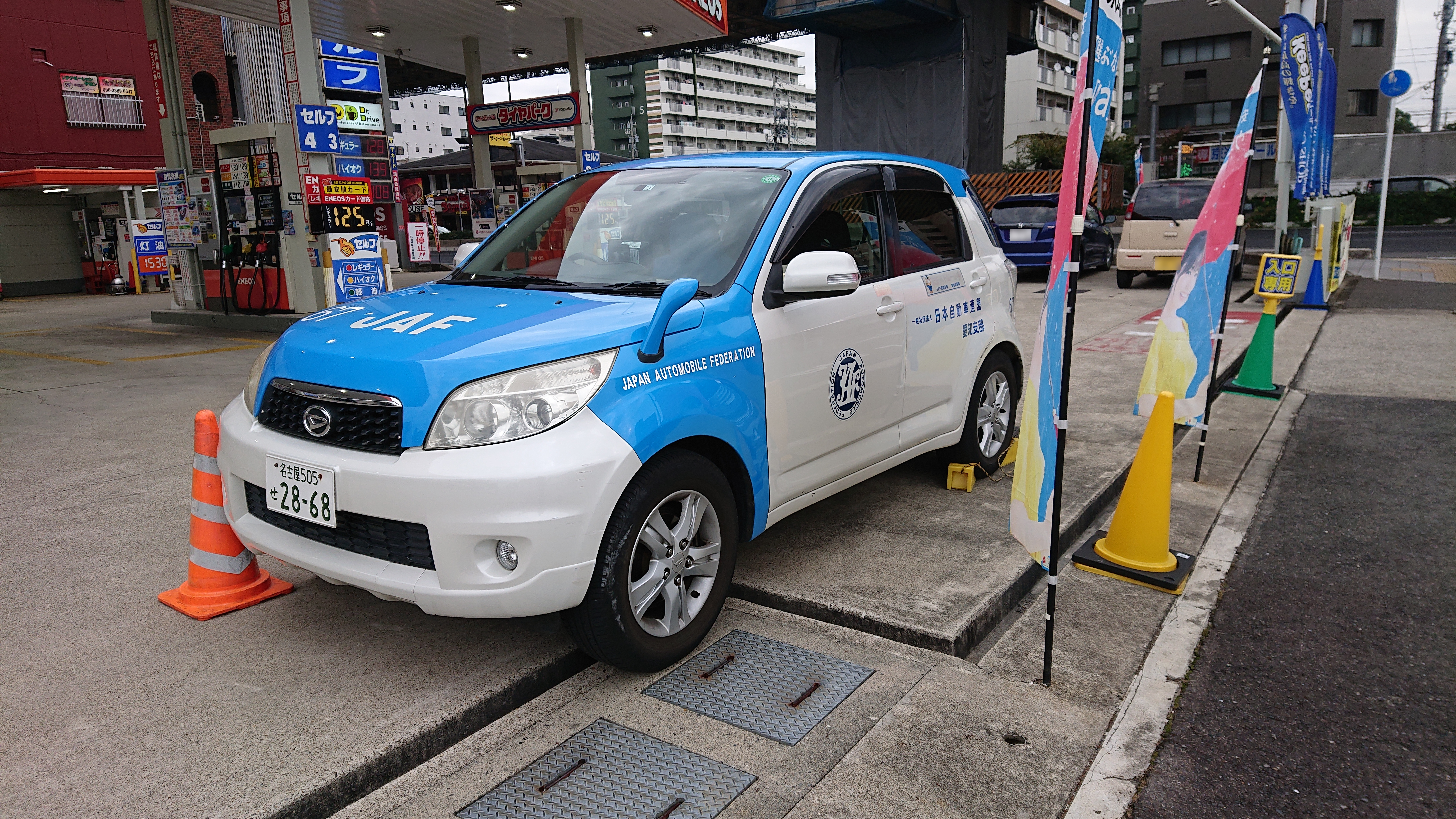
軽微な救援作業を行う、乗用車タイプのロードサービスカー
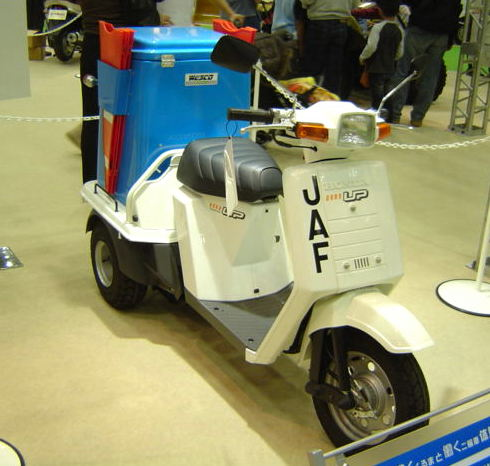
軽微な救援作業を行う、二輪タイプのロードサービススクーター

## 歴代会長
「JAFのあゆみ：歴史年表」による。
- 高梨壮夫：1963年3月 - 1966年2月
- 浅原源七：1966年2月 - 1971年2月
- 上村健太郎：1971年2月 - 1975年5月
- 高橋幹夫：1975年5月 - 1990年6月
- マキノ正美：1990年6月 - 1993年6月
- 鎌倉節：1993年6月 - 1994年5月
- 泉勝：1994年5月 - 1999年6月
- 仁平圀雄：1999年6月 - 2003年6月
- 瀧川博司：2003年6月 - 2006年5月
- 田中節夫：2006年5月 - 2012年6月
- 小栗七生：2012年6月 - 2016年6月
- 矢代隆義：2016年6月 - 2019年6月
- 藤井一裕：2019年6月 - 2022年6月
- 坂口正芳：2022年6月 -

## 主な関連会社
- 株式会社JAFメディアワークス - 株式会社ジェ・エー・エフ・メイト社と株式会社JAF出版社が合併した。機関紙『JAF Mate』の編集・発行、「JAFMate」連載記事及び地図・自動車関係の書籍・雑誌の企画出版、旅行取扱、車と暮らしのニュースサイト「くるくら」の運営などを行う。
- 株式会社JAFサービス - 通信販売・保険代理店・人材派遣・イベント運営。

## 広報
過去の提供番組も含む。
- 空から日本を見てみよう＋（BSテレビ東京）
- トランスフォーマー アニメイテッド（テレビ愛知制作・テレビ東京系列）
- がっちりマンデー!!（TBS系列）
- イチハチ（毎日放送製作・TBS系列）
- ジャパーン47ch（毎日放送製作・TBS系列）
- にじいろジーン（関西テレビ製作・フジテレビ系列）
- 片岡愛之助の解明!歴史捜査（BS日テレ）
- トミカヒーローシリーズ（テレビ愛知制作・テレビ東京系列）
- ネプリーグ（秋田テレビ、2015年3月まで）
- アッコにおまかせ!（チューリップテレビ、2015年8月から）
- SATURDAY MUSIC LAB.（TOKYO FM・JFN系列、一社提供）
- ウィークエンドネットワーク（TBSラジオ・JRN系列）
- 小島一宏 モーニングあいランド（『アイランドBOX』のコーナー）（東海ラジオ）
- SCHOOL OF LOCK!「ドライ部！」（公式YouTubeチャンネルにて）
- 爆上戦隊ブンブンジャー（テレビ朝日系列、バクアゲ3（第3話）からコラボレーションし、交通安全に関するミニコーナーをエンディング内で放送[9]。）